# Glipa klapperichi
Glipa klapperichi is een keversoort uit de familie spartelkevers (Mordellidae). De wetenschappelijke naam van de soort is voor het eerst geldig gepubliceerd in 1940 door Ermisch.